# Pteris macilenta
Pteris macilenta är en kantbräkenväxtart som beskrevs av Achille Richard. Pteris macilenta ingår i släktet Pteris och familjen Pteridaceae. Inga underarter finns listade.